# پول و پارتی
پول و پارتی فیلمی کمدی عاشقانه به کارگردانی و تهیه‌کنندگی سعید سهیلی و نویسندگی حسام سامری‌زاده محصول سال ۱۴۰۲ ایران است.

## خلاصه داستان
داستان دختر و پسری جوان است که هر دو برای هم نقش بازی می‌کنند و سعی در فریب یکدیگر دارند. هرکدام از آن‌ها گمان می‌کند که با ازدواج با دیگری، به پول و خوشبختی می‌رسند.

## بازیگران
- ساعد سهیلی شاهد
- پردیس احمدیه دنیا
- مهدی هاشمی سبقت
- امیر جعفری لشگر
- هادی کاظمی عادل
- نیوشا ضیغمی پری
- آزاده زارعی ملیحه
- داریوش فرهنگ عمران
- امیرحسین ساربان مصیب
- شادی آهنگر گل اندام
- محمدمتین محمدی صادق
- آریا نرج‌آبادی هدایت